# Richard Swedberg
Richard Swedberg (* 18. Mai 1948 in Stockholm) ist ein schwedischer Soziologe.
Nach einem Studium der Rechtswissenschaften mit Abschluss LL.M in Jura 1970 an der Universität Stockholm folgte ein Studium der Soziologie und Ph.D. in Soziologie 1978 am Institut für Soziologie am Boston College. 1984 kehrte er an die Universität Stockholm zurück und lehrte dort bis 2002 Soziologie mit dem Schwerpunkt Wirtschaftssoziologie. In diese Phase fällt seine Auseinandersetzung mit den Klassikern der Sozialökonomik Max Weber und Joseph Schumpeter. Seit Juli 2002 ist er hauptamtlich Professor für Soziologie am international renommierten Center for the Study of Economy and Society at Cornell University (New York, USA), wo er sich aktuellen wirtschaftssoziologischen Themen wie dem neuen Kapitalismus, dem Unternehmertum sowie dem Selbstverständnis der Wirtschaftssoziologie widmet.
Im Jahrgang 2018/2019 ist er Fellow des Wissenschaftskollegs zu Berlin und beschäftigt sich dort mit der Theoriebildung aus soziologischer Perspektive.

## Schriften
- Markets as social structures. Univ., Department of Sociology, 1993.
- mit Peter Hedström (Hrsg.): Social mechanisms. An analytical approach to social theory. Cambridge University Press, 1998.
- (Hrsg.): Entrepreneurship: the social science view. Oxford University Press, 2000.
- Max Weber and the idea of economic sociology. Princeton University Press, 2000.
- mit Mark S. Granovetter (Hrsg.): The sociology of economic life. Vol. 3. Boulder. eCO CO. Westview Press, 2001.
- Principles of economic sociology. Princeton University Press, 2009.
- mit Neil J. Smelser (Hrsg.): The handbook of economic sociology. Princeton University Press, 2010.